# Coppa d'Iran
La Coppa d'Iran, conosciuta anche come Coppa Hazfi (in persiano جام حذفی‎, coppa a eliminazione), è una competizione calcistica ad eliminazione diretta organizzata dalla Federazione calcistica dell'Iran. Fu istituita nel 1975.
Le squadre più titolate nella competizione sono il Persepolis e l'Esteghlal, che hanno vinto il trofeo per 7 volte ciascuna.

## Finale
| Stagione | Campione           | Risultato           | Finalista           | Stadio                         |
| -------- | ------------------ | ------------------- | ------------------- | ------------------------------ |
| 1975-76  | Malavan            | 4-1                 | Tractor Sazi        | Stadio Amjadieh, Teheran       |
| 1976-77  | Esteghlal Teheran  | 2-0                 | Homa FC             | Stadio Amjadieh, Teheran       |
| 1978-85  | non disputata      | non disputata       | non disputata       | non disputata                  |
| 1986-87  | Malavan            | 2-0                 | Kheybar Khorramabad | Bagh-Shomal, Tabriz            |
| 1987-88  | Persepolis         | 1-0 / 0-0           | Malavan             | Stadio Azadi, Teheran (2)      |
| 1988-89  | Shahin Ahvaz       | 1-4 / 3-0           | Malavan             |                                |
| 1989-90  | Malavan            | 0-0 (6-5 dtr)       | Esteghlal Teheran   | Stadio Azadi, Teheran          |
| 1990-91  | Persepolis         | 2-1                 | Malavan             | Stadio Azadi, Teheran          |
| 1991-92  | non disputata      | non disputata       | non disputata       | non disputata                  |
| 1992-93  | non disputata      | non disputata       | non disputata       | non disputata                  |
| 1993-94  | Saipa Karaj        | 0-0 / 1-1           | Jonoob Ahvaz        |                                |
| 1994-95  | Bahman Karaj       | 0-1 / 2-0           | Tractor Sazi        |                                |
| 1995-96  | Esteghlal Teheran  | 3-1 / 2-0           | Bargh Shiraz        |                                |
| 1996-97  | Bargh Shiraz       | 1-1 (3-0 dtr)       | Bahman Karaj        |                                |
| 1997-98  | non disputata      | non disputata       | non disputata       | non disputata                  |
| 1998-99  | Persepolis         | 2-1                 | Esteghlal Teheran   |                                |
| 1999-00  | Esteghlal Teheran  | 3-1                 | Bahman Karaj        |                                |
| 2000-01  | Fajr Sepasi        | 1-0 / 2-1           | Zob Ahan            |                                |
| 2001-02  | Esteghlal Teheran  | 2-1 / 2-2           | Fajr Sepasi         |                                |
| 2002-03  | Zob Ahan           | 2-2 / 2-2 (6-5 dtr) | Fajr Sepasi         |                                |
| 2003-04  | Sepahan            | 3-2 / 2-0           | Esteghlal Teheran   |                                |
| 2004-05  | Saba Battery       | 1-1 / 1-1 (4-2 dtr) | FC Aboomoslem       |                                |
| 2005-06  | Sepahan            | 1-1 / 1-1 (4-2 dtr) | Persepolis          |                                |
| 2006-07  | Sepahan            | 1-0 / 3-0           | Saba Battery        |                                |
| 2007-08  | Esteghlal Teheran  | 0-1 / 3-0           | Pegah Gilan FC      |                                |
| 2008-09  | Zob Ahan           | 0-1 / 5-1           | Rah Ahan FC         |                                |
| 2009-10  | Persepolis         | 1-0 / 3-1           | Gostaresh Foulad FC |                                |
| 2010-11  | Persepolis         | 4-2 / 0-1           | Malavan             |                                |
| 2011-12  | Esteghlal Teheran  | 0-0 (4-1 dtr)       | Shahin Bushehr      | Stadio Hafezieh, Shiraz        |
| 2012-13  | Sepahan            | 2-2 (4-2 dtr)       | Persepolis          | Stadio Azadi, Teheran          |
| 2013-14  | Tractor Sazi       | 1-0                 | Mes Kerman FC       | Stadio Shahid Bahonar, Kerman  |
| 2014-15  | Zob Ahan           | 3-1                 | Naft Teheran        | Stadio Takhti, Teheran         |
| 2015-16  | Zob Ahan           | 1-1 (dts, 5-4 dtr)  | Esteghlal Teheran   | Stadio Arvandan, Khorramshahr  |
| 2016-17  | Naft Teheran       | 1-0                 | Tractor Sazi        | Stadio Arvandan, Khorramshahr  |
| 2017-18  | Esteghlal Teheran  | 1-0                 | Khooneh Be Khooneh  | Stadio Arvandan, Khorramshahr  |
| 2018-19  | Persepolis         | 1-0                 | Damash Gilanian     | Foolad Arena, Ahvaz            |
| 2019-20  | Tractor            | 3-2                 | Esteghlal Teheran   | Stadio Imam Reza, Mashhad      |
| 2020-21  | Foolad             | 0-0 (dts, 4-2 dtr)  | Esteghlal Teheran   | Stadio Naghsh-e Jahan, Esfahan |
| 2021-22  | Nassaji Mazandaran | 1-0                 | Aluminium Arak      | Stadio Azadi, Teheran          |
| 2022-23  | Persepolis         | 2-1                 | Esteghlal Teheran   | Stadio Azadi, Teheran          |
| 2023-24  | Sepahan            | 2-0                 | Mes Rafsanjan       | Stadio Sardar Azadegan, Qazvin |
| 2024-25  | Esteghlal          | 1-0                 | Malavan             | Imam Khomeini Stadium, Arak    |

## Statistiche

### Titoli per squadra
| Club                | Vittorie | 2º | Stagioni                                             |
| ------------------- | -------- | -- | ---------------------------------------------------- |
| Esteghlal           | 8        | 7  | 1977, 1996, 2000, 2002, 2008, 2012, 2018, 2020, 2025 |
| Persepolis          | 7        | 2  | 1987, 1991, 1999, 2010, 2011, 2019, 2023             |
| Sepahan             | 5        | -  | 2004, 2006, 2007, 2013, 2024                         |
| Zob Ahan            | 4        | 1  | 2003, 2009, 2015, 2016                               |
| Malavan             | 3        | 5  | 1976, 1987, 1990                                     |
| Tractor             | 2        | 3  | 2014, 2020                                           |
| Bahman              | 1        | 2  | 1995                                                 |
| Fajr Sepasi         | 1        | 2  | 2001                                                 |
| Bargh Shiraz        | 1        | 1  | 1997                                                 |
| Saba Battery        | 1        | 1  | 2005                                                 |
| Naft Teheran        | 1        | 1  | 2017                                                 |
| Shahin Ahvaz        | 1        | -  | 1988                                                 |
| Saipa               | 1        | -  | 1994                                                 |
| Foolad              | 1        | -  | 2021                                                 |
| Nassaji Mazandaran  | 1        | -  | 2022                                                 |
| Homa                | -        | 1  | -----                                                |
| Kheybar Khorramabad | -        | 1  | -----                                                |
| Jonoob Ahvaz        | -        | 1  | -----                                                |
| Aboomoslem          | -        | 1  | -----                                                |
| Damash Gilanian     | -        | 1  | -----                                                |
| Pegah Gilan         | -        | 1  | -----                                                |
| Rah Ahan            | -        | 1  | -----                                                |
| Gostaresh Foulad    | -        | 1  | -----                                                |
| Shahin Bushehr      | -        | 1  | -----                                                |
| Mes Kerman          | -        | 1  | -----                                                |
| Khooneh Be Khooneh  | -        | 1  | -----                                                |
| Aluminium Arak      | -        | 1  | -----                                                |
| Mes Rafsanjan       | -        | 1  | -----                                                |